# Bulbophyllum elliae
Bulbophyllum elliae là một loài phong lan thuộc chi Bulbophyllum.